# Дербишевское сельское поселение
Дербишевское се́льское поселе́ние — муниципальное образование в Аргаяшском районе Челябинской области Российской Федерации. В рамках административно-территориального устройства муниципальное образование  соответствует административно-территориальной единице Дербишевский сельсовет.
Административный центр — деревня Дербишева.

## История
Статус и границы сельского поселения установлены Законом Челябинской области от 12 ноября 2004 года № 292-ЗО «О статусе и границах Аргаяшского муниципального района и сельских поселений в его составе».

## Население
| 2002  | 2010  | 2011  | 2012  | 2013  | 2014  | 2015  |
| ----- | ----- | ----- | ----- | ----- | ----- | ----- |
| 2903  | ↗2991 | ↗2994 | ↗3028 | ↗3069 | ↗3086 | ↗3123 |
| 2016  | 2017  | 2018  | 2019  | 2020  | 2021  | 2023  |
| ↗3176 | ↗3227 | ↗3271 | ↘3243 | ↗3268 | ↘2784 | ↗2801 |

## Состав сельского поселения
| № | Населённый пункт | Тип населённого пункта          | Население |
| - | ---------------- | ------------------------------- | --------- |
| 1 | Абдырова         | деревня                         | ↘245      |
| 2 | Дербишева        | деревня, административный центр | ↗1344     |
| 3 | Илимбетова       | деревня                         | ↘420      |
| 4 | Ишалино          | деревня                         | ↗636      |
| 5 | Маржинбаева      | деревня                         | ↘213      |
| 6 | Тугузбаева       | деревня                         | ↗126      |
| 7 | Янги-Юл          | деревня                         | ↗7        |